# فرودگاه لوئر پابنیو شرقی
فرودگاه لوئر پابنیو شرقی (به انگلیسی: Lower East Pubnico (La Field) Airport) یک فرودگاه خصوصی است که یک باند فرود چمن دارد و طول باند آن ۶۱۰ متر است. این فرودگاه در کشور کانادا قرار دارد و در ارتفاع ۳۳ متری از سطح دریا واقع شده است.